# Праздники Польши

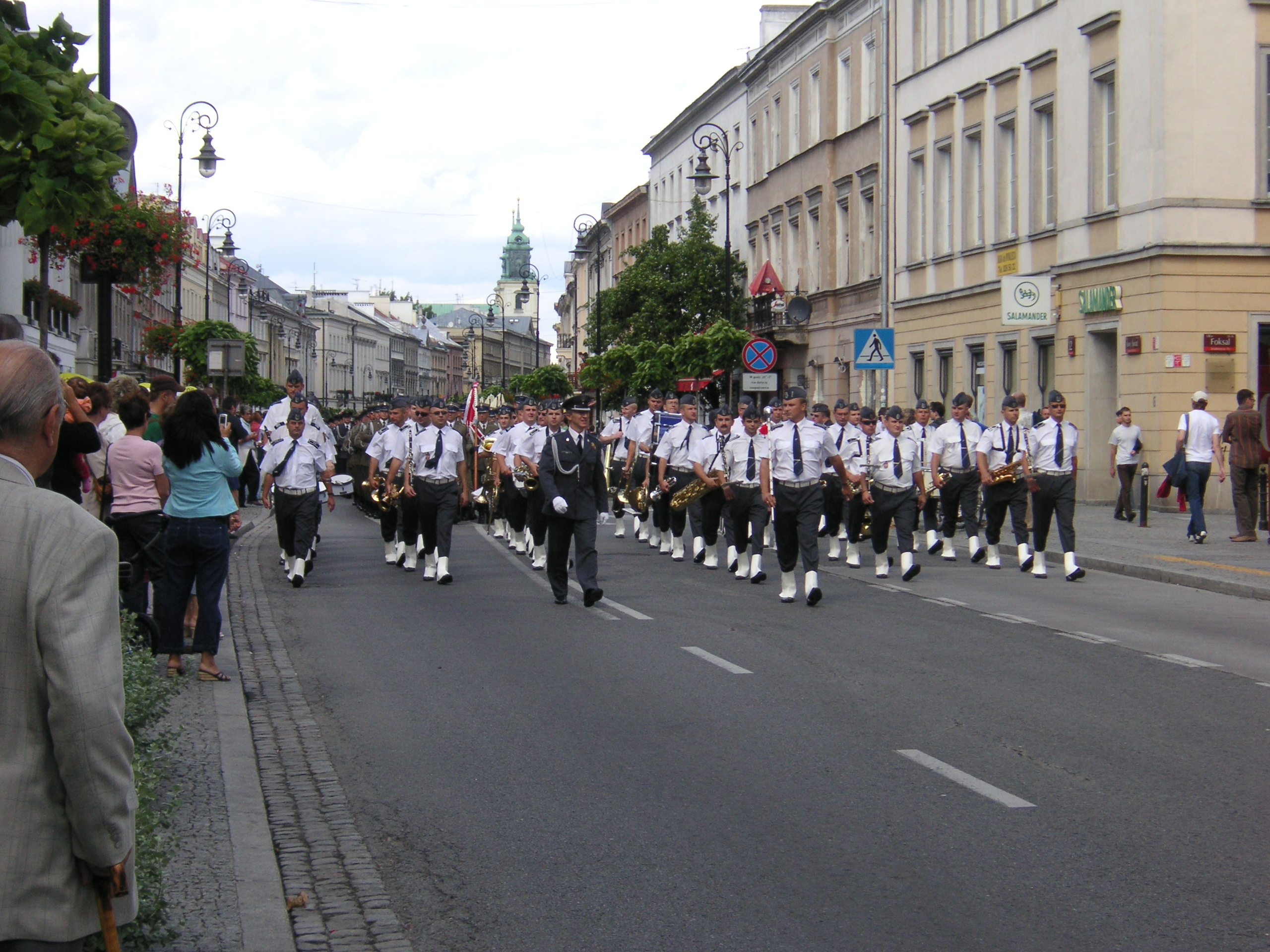
Парад во время Праздника Войска Польского, 15 августа, Варшава

Официальные праздники в Польше определяются  Законом о нерабочих днях от 18 января 1951 года (пол. Ustawa z dnia 18 stycznia 1951 o dniach wolnych od pracy), последующими поправками к нему, а также постановлениями Сейма Республики Польша.
В результате нескольких месяцев общественного обсуждения в 2007 году был принят закон, запрещающий торговлю во время 13 официальных нерабочих праздников, но не по воскресеньям. Закон вступил в силу 26 октября 2007 года и первый праздник без торговли был День Всех Святых 1 ноября 2007 года.
В настоящее время на официальном уровне установлено 13 праздников — 3 государственных праздника и 10 религиозных праздников, и все являются нерабочими днями.

## Официальные нерабочие праздники
| Дата                               | Название                            | Официальное Польское название          | Описание                                                                                 |
| ---------------------------------- | ----------------------------------- | -------------------------------------- | ---------------------------------------------------------------------------------------- |
| 1 января                           | Новый год                           | Nowy Rok                               |                                                                                          |
| 6 января                           | Богоявление                         | Święto Trzech Króli                    | с 2011 года (повторно)                                                                   |
| Плавающий праздник (март — апрель) | Первый день Пасхи                   | Pierwszy dzień Wielkiej Nocy           | Первый день приходится на одно из воскресений в период с 22 марта по 25 апреля.          |
| Плавающий праздник (март — апрель) | Второй день Пасхи                   | Drugi dzień Wielkiej Nocy              | Первый день приходится на одно из воскресений в период с 22 марта по 25 апреля.          |
| 1 мая                              | Государственный праздник            | Święto Państwowe                       | Название «День труда».                                                                   |
| 3 мая                              | Национальный праздник Третьего мая  | Święto Narodowe Trzeciego Maja         | В память о Конституции 3 мая 1791 года.                                                  |
| 7-е воскресенье после Пасхи        | Первый день Пятидесятницы           | Pierwszy dzień Zielonych Świątek       |                                                                                          |
| 9-й четверг после Пасхи            | Праздник Тела и Крови Христовых     | Dzień Bożego Ciała                     |                                                                                          |
| 15 августа                         | Вознесение Пресвятой Девы Марии     | Wniebowzięcie Najświętszej Maryi Panny | Днём Войска Польского                                                                    |
| 1 ноября                           | День всех святых                    | Wszystkich Świętych                    |                                                                                          |
| 11 ноября                          | Национальный праздник независимости | Narodowe Święto Niepodległości         | В память о получении в 1918 году независимости от Российской империи, Австрии и Пруссии. |
| 24 декабря                         | Рождественский сочельник            | Wigilia Bożego Narodzenia              | с 2025 года                                                                              |
| 25 декабря                         | Первый день Рождества               | Pierwszy dzień Bożego Narodzenia       |                                                                                          |
| 26 декабря                         | Второй день Рождества               | Drugi dzień Bożego Narodzenia          | День святого Стефана Первомученика, начало колядований                                   |

## Государственные праздники

### Нерабочие дни
| Дата      | Название                            | Польское название              | Дата установления             | Описание                                                                                 |
| --------- | ----------------------------------- | ------------------------------ | ----------------------------- | ---------------------------------------------------------------------------------------- |
| 1 мая     | Государственный праздник            | Święto Państwowe               | 1950 год                      | Название «День труда».                                                                   |
| 3 мая     | Национальный праздник Третьего мая  | Święto Narodowe Trzeciego Maja | 1919 год, 1990 год (повторно) | В память о Конституции 3 мая 1791 года.                                                  |
| 11 ноября | Национальный праздник независимости | Narodowe Święto Niepodległości | 1937 год, 1989 год (повторно) | В память о получении в 1918 году независимости от Российской империи, Австрии и Пруссии. |

### Рабочие дни
| Дата        | Название                                            | Польское название                                | Дата установления | Описание |
| ----------- | --------------------------------------------------- | ------------------------------------------------ | ----------------- | --- |
| 13 апреля   | День памяти жертв Катыни                            | Dzień Pamięci Ofiar Zbrodni Katyńskiej           | 2007 год          | В память о расстреле польских офицеров в апреле 1940 года органами НКВД.                                                            |
| 1 марта     | День "проклятых солдат"                             | Narodowy Dzień Pamięci «Żołnierzy Wyklętych»     | 2011 год          | В память о бойцах антикоммунистического подполья.                                                                                   |
| 8 мая       | Национальный праздник победы и свободы              | Narodowe Święto Zwycięstwa i Wolności            | 1945 год          | В память о победе во Второй мировой войне. До 15 января 1951 года — нерабочий день.                                                 |
| 28 июня     | Национальный день памяти Познанского июня 1956 года | Narodowy Dzień Pamięci Poznańskiego Czerwca 1956 | 2006 год          | В память о антикоммунистических протестах 1956 года в Познани.                                                                      |
| 1 августа   | Национальный день памяти Варшавского восстания      | Narodowy Dzień Pamięci Powstania Warszawskiego   | 2009 год          | В память о Варшавском восстании 1944 года.                                                                                          |
| 15 августа  | Праздник Войска Польского                           | Święto Wojska Polskiego                          | 1992 год          | В память о Варшавской битве 1920 года. Нерабочий день, так как совпадает с католическим праздником Вознесения Пресвятой Девы Марии. |
| 31 августа  | День Солидарности и Свободы                         | Dzień Solidarności i Wolności                    | 2005 год          | В память о подписании Августовских соглашений 1980 года, начавших процесс демонтажа социалистической системы в Польше.              |
| 27 сентября | День Польского подпольного государства              | Dzień Podziemnego Państwa Polskiego              | 1998 год          | В память о Польском подпольном государстве.                                                                                         |
| 16 октября  | День Иоанна Павла II                                | Dzień Papieża Jana Pawła II                      | 2005 год          | В память о папе римском Иоанне Павле II. Совпадает с католическим Папским днем.                                                     |

## Религиозные праздники

### Нерабочие дни
В Польше следующие религиозные праздники являются нерабочими и широко отмечаются католические праздники:
| Дата                                 | Название                        | Польское название                      | Описание                                                                        |
| ------------------------------------ | ------------------------------- | -------------------------------------- | ------------------------------------------------------------------------------- |
| 6 января                             | Богоявление                     | Święto Trzech Króli                    | с 2011 года (повторно)                                                          |
| Переходящий праздник (март — апрель) | Первый день Пасхи               | Pierwszy dzień Wielkiej Nocy           | Первый день приходится на одно из воскресений в период с 22 марта по 25 апреля. |
| Переходящий праздник (март — апрель) | Второй день Пасхи               | Drugi dzień Wielkiej Nocy              | Первый день приходится на одно из воскресений в период с 22 марта по 25 апреля. |
| 7-е воскресенье после Пасхи          | Первый день Пятидесятницы       | Pierwszy dzień Zielonych Świątek       |                                                                                 |
| 9-й четверг после Пасхи              | Праздник Тела и Крови Христовых | Dzień Bożego Ciała                     |                                                                                 |
| 15 августа                           | Вознесение Пресвятой Девы Марии | Wniebowzięcie Najświętszej Maryi Panny | Совпадает с Днём Войска Польского                                               |
| 1 ноября                             | День всех святых                | Wszystkich Świętych                    |                                                                                 |
| 25 декабря                           | Первый день Рождества           | Pierwszy dzień Bożego Narodzenia       |                                                                                 |
| 26 декабря                           | Второй день Рождества           | Drugi dzień Bożego Narodzenia          |                                                                                 |